# MÁV III
Die MÁV III waren Güterzug-Schlepptender-Dampflokomotiven der Ungarischen Staatsbahnen (MÁV).

## Geschichte
Die ersten Maschinen dieser Bauserie wurden von Sigl in der Lokomotivfabrik Wiener Neustadt gefertigt, deren Direktor F. Fehringer diese Type konstruiert hatte. Die Konstruktion basierte auf den 1865 gebauten Lokomotiven der MÈV (MÁV IIIb) und erwies sich als sehr gelungen, so dass auch andere Hersteller Maschinen dieser Type bauten. 1874 begann die Budapester Maschinenfabrik ihren Betrieb mit der Produktion dieser Fahrzeuge. Die Lokomotiven waren zwar von ihren Bemaßungen und ihrer Konstruktion her noch nicht ungarisch, aber mit der Produktion im eigenen Land wurde dennoch eine neue Ära in der ungarischen Eisenbahngeschichte eingeläutet.
Diverse ungarische Privatbahnen hatten diese Baureihe ebenfalls im Stand. Dazu gehörten die Ungarische Westbahn (Magyar Nyugoti Vasút, MNyV), die Ungarische Ostbahn (Magyar Keleti Vasút, MKV), die Erste Ungarisch-Galizische Eisenbahn (Első Magyar-Gácsoszági Vasút, EMGV), die Ungarische Nordostbahn (Magyar Eszakkeleti Vasút, MEKV) und die Eisenbahn Arad–Temesvár. Alle Lokomotiven dieser Reihe kamen im Zuge von Verstaatlichungen zu den Ungarischen Staatsbahnen. In Summe besaßen die MÁV dann 152 Exemplare dieser Triebfahrzeuge.
Ab 1911 wurden sie mit 335,001–152 bezeichnet. Eine Lokomotive ist erhalten geblieben. Sie hatte während ihres langen Lebens 3 Nummern getragen; erst die 269, dann die 2095 und zuletzt die 335.095. Im Jahr 1960 wurde die Lokomotive ausgemustert. Seit 1985 gehört sie nach ihrer Rekonstruktion durch die Eisenbahnwerkstätte Landler zum Nostalgie-Fahrzeugpark der MÁV.